# Пробудження міста
Пробудження міста (англ. Waking Up the Town) — американська кінокомедія режисера Джеймса Круза 1925 року.

## Сюжет
Молода дівчина відвідує свого діда, який володіє ремонтною майстернею. Вона закохується в його помічника. Але все марно, тому що її дід, астроном-любитель, виявив, що скоро буде кінець світу, оскільки Земля вийшла зі своєї орбіти і наближається до Місяця.

## У ролях
- Джек Пікфорд — Джек Джойс
- Клер Макдауелл — місіс Джойс
- Алек Б. Френсіс — Абнер Гоп
- Норма Ширер — Мері Еллен Гоп
- Герберт Прайор — Курт Горндюк
- Енн Мей — Гелен Горндюк
- Джордж Дромголд — Джо Лекін